# Спортивна гімнастика на літніх Олімпійських іграх 2016 — кільця (чоловіки)
Змагання зі спортивної гімнастики (кільця) серед чоловіків на літніх Олімпійських іграх 2016 пройшли 15 серпня на Олімпійській арені Ріо. Брали участь 8 спортсменів з 7-ми країн.

## Кваліфікаційний раунд
6 серпня відбувся кваліфікаційний раунд, за результатами якого визначились учасники фіналу. 
Гімнасти, які посіли перші 8 місць, кваліфікувалися у фінальний раунд. Якщо більш як два спортсмени однієї країни потрапляють до перших 8-ми, то ті, що нижче другого місця у своїй команді, не проходять далі, а їх заміняють спортсмени з наступними найкращими оцінками.
| Місце | Ім'я                       | Сума   | Кваліфікація |
| ----- | -------------------------- | ------ | ------------ |
| 1     | Лю Ян (CHN)                | 15.900 | Q            |
| 2     | Елефтеріос Петруніас (GRE) | 15.833 | Q            |
| 3     | Ю Хао (CHN)                | 15.800 | Q            |
| 4     | Денис Аблязін (RUS)        | 15.633 | Q            |
| 5     | Артур Занетті (BRA)        | 15.533 | Q            |
| 6     | Самір Аїт Саїд (FRA)       | 15.533 | Q            |
| 7     | Маріса Дік (BEL)           | 15.366 | Q            |
| 8     | Юрі ван Гельдер (NED)      | 15.333 | Q            |

## Фінал
| Місце | Ім'я                         | Складність | Виконання | Штраф | Загалом |
| ----- | ---------------------------- | ---------- | --------- | ----- | ------- |
| 1     | Елефтеріос Петруніас (GRE)   | 6.800      | 9.200     |       | 16.000  |
| 2     | Артур Занетті (BRA)          | 6.800      | 8.966     |       | 15.766  |
| 3     | Денис Аблязін (RUS)          | 6.800      | 8.900     |       | 15.700  |
| 4     | Лю Ян (CHN)                  | 6.900      | 8.700     |       | 15.600  |
| 5     | Ігор Радівілов (UKR)         | 6.800      | 8.666     |       | 15.466  |
| 6     | Ю Хао (CHN)                  | 7.000      | 8.400     |       | 15.400  |
| 7     | Денні Пінейро Родрігес (FRA) | 6.900      | 8.333     |       | 15.233  |
| 8     | Денніс Госсенс (BEL)         | 6.600      | 8.333     |       | 14.933  |